# 茂宜島
毛伊岛（英語：the island of Maui，/ˈmaʊ.iː/；夏威夷语：[ˈmɐwwi]）又译茂宜岛、茂伊島，是美国夏威夷州第二大岛，面积1,883平方公里（727.2平方英里），在美國岛屿中排名第17位。茂宜岛是夏威夷州的知名观光地，也是茂宜县四个岛屿中最大的岛屿。2021年该岛人口为164,221人，在夏威夷群岛中排名第三，次于欧胡岛和夏威夷岛。茂宜岛的商业中心和最大的居民点位于卡互陆伊，该处在2010年的人口为26,337人。瓦伊鲁库是茂宜县政府所在地，也是岛上第三大居民点。其他主要的地区包括基希（包括懷勒亞和馬凱納，是岛上第二大居民点）、拉海纳（包括纳帕利和卡帕盧亞）、馬卡沃、普卡拉尼、帕依亞、庫拉、哈伊庫以及哈納。

## 名称
茂宜岛的岛名来源于当地民间传说中首个发现夏威夷群岛的英雄人物夏威夷洛亞。根据民间传说，夏威夷洛亚以他儿子的名字命名该岛，而他儿子的名字又来自当地传说中半神半人的英雄毛伊（Māui）。茂宜岛早期的另一个名字叫西卡帕拉乌艾瓦（Ihikapalaumaewa）。此外，茂宜岛又被称作“峡谷之岛”，这得名于岛中部从西北延至东南的大地峡和其他多个大峡谷。

## 地质地貌
茂宜岛迷人壮丽的景致来源于复杂多样的地质地貌与独特气候的结合。数百万年以来，夏威夷群岛上无数火山口喷发出的岩浆凝固而成的暗红色的富铁岩构成了岛上的每一个火山锥。许多火山洞距离太近，导致熔岩连接成一片，形成了一个岛屿。茂宜岛就是由两个火山锥拼接而成的岛屿，而两个火山锥之间的低地就形成了现今的地峡。

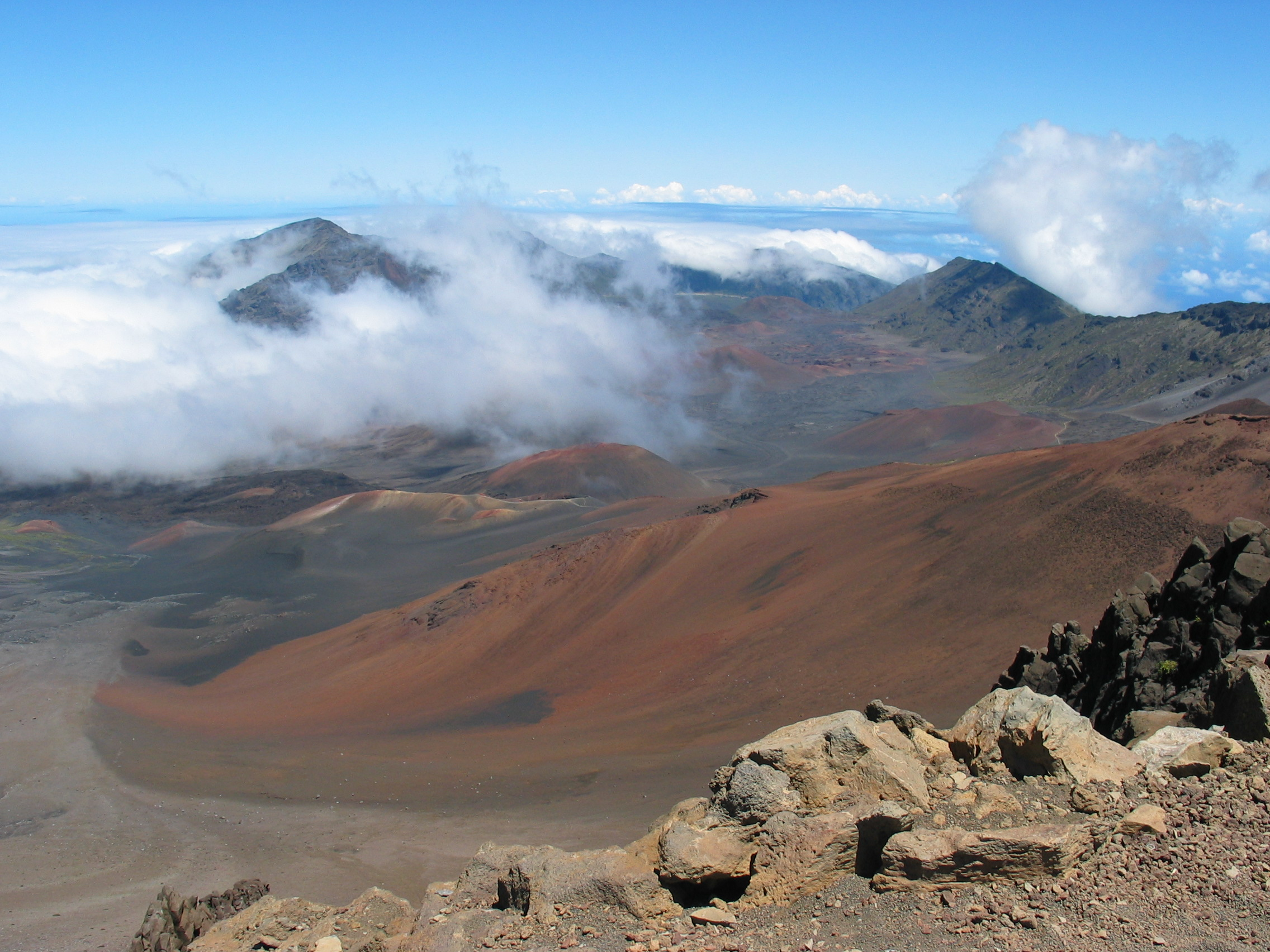
俯瞰哈雷阿卡拉火山口

茂宜岛上较早喷发的西部火山已被外力作用长期侵蚀和分割，形成了西茂宜群山的多座山峰。其中最高峰是普谷库伊（海拔1,764米）。而东部的新火山哈雷阿卡拉高达3,000米以上，其长达8公里的巨大斜坡从火山顶缓缓降至海岸线，形成了极其壮观的景色。这两个火山的东侧都被陡峭的深谷切断，而连接两个火山的中部地峡则为沙质沉积地质。
茂宜岛上最近的一次火山喷发发生于1790年（哈雷阿卡拉西南侧），两股岩浆流分别流入东茂宜的西南海岸的Āhihi海湾和La Perouse海湾之间以及西茂宜的西北海岸的马卡卢阿普纳角。火山学者认为哈雷阿卡拉火山是一座休眠火山，未来仍然存在再次喷发的可能性。
茂宜岛也是茂宜列岛的组成部分，后者包括拉纳伊岛、卡胡拉威岛、摩罗凯岛和即将被淹没的企鹅沙洲。早在2万年前，海平面尚未没过这些岛屿之间低浅的海峡，这些岛屿还只是一个大岛。

### 气候

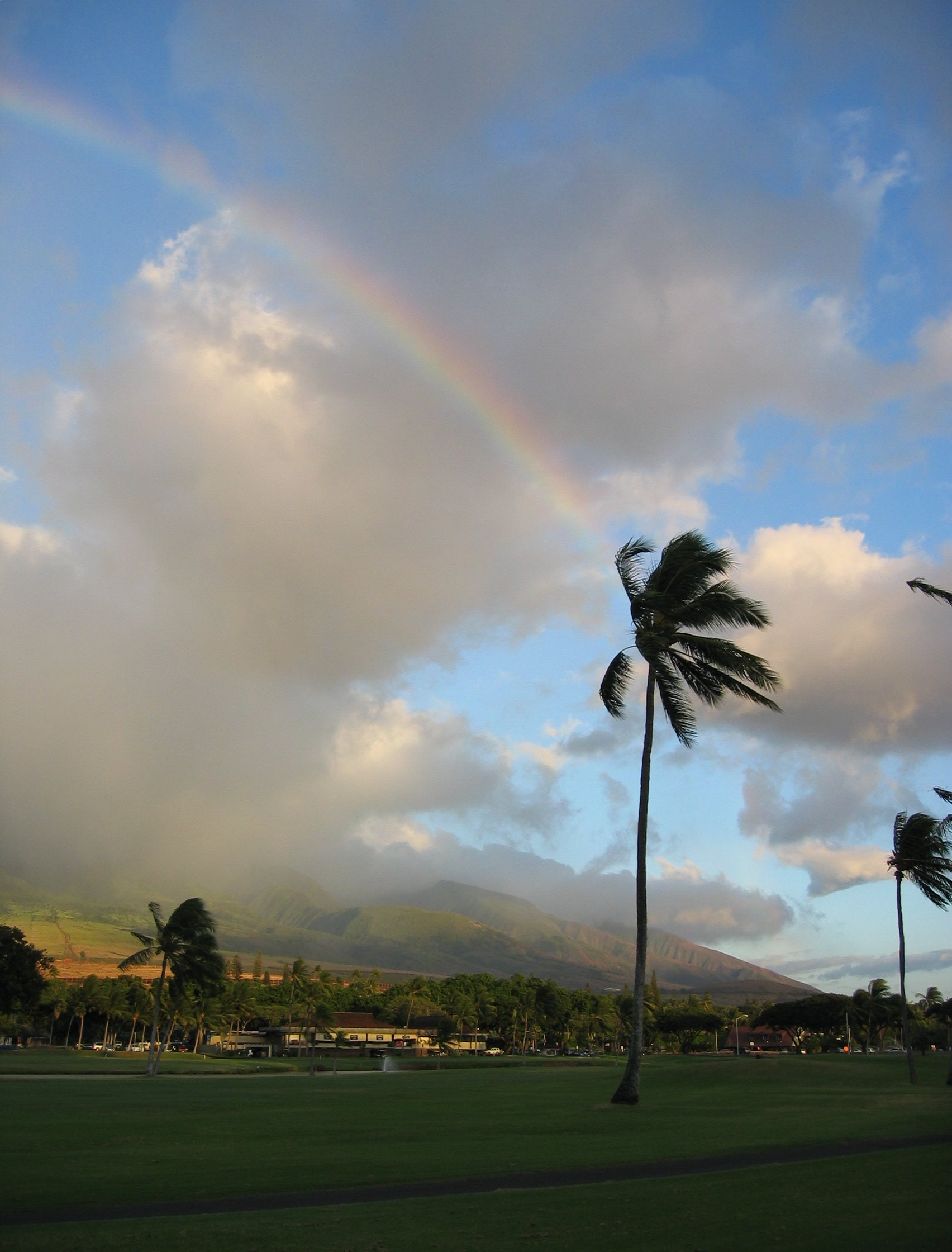
卡纳帕里雨后出现在西茂宜群山上空的彩虹。

夏威夷的一年中分为旱、雨两季，常年温暖潮湿（部分高海拔地区除外）。各岛都有较高的湿度，充沛的降雨量，大片的云系（极少数干旱的海滨和高海拔地区除外）以及信风气流。茂宜岛的独特地理环境导致了其气候类型复杂多变。
- 茂宜岛上一半以上的地方距离海岸线都不足5英里。这一点以及夏威夷群岛的海岛地貌构成了茂宜岛海洋性气候的基本属性。岛上沿海地区的常年气温在26℃到32℃之间[9]
- 高海拔以及东北部吹来的强劲信风也给岛上气候带来了重要影响。
- 茂宜岛起伏不平的不规则地形也导致了岛上气候差异较大。信风吹入岛屿内陆时，被山脉、峡谷和丘陵阻挡，这种立体的大气流动导致了降雨、云系和风速的差别。

### 生态资源
茂宜岛是夏威夷群岛中最佳的观鲸点，人们可以在这里看到大量的座头鲸洄游至茂宜岛附近的奥瓦海峡栖息。每年秋季，座头鲸从3500英里以外的阿拉斯加洄游到茂宜岛温暖的海域，并在这里度过整个冬季，然后在4月底前后离开。鲸鱼往往成小群出现，由数头成年鲸鱼组成或者一头母鲸带着幼鲸及雄性追求者组成。目前座头鲸被美国联邦法律和夏威夷州法列为濒危物种。据估计，在北太平洋区域大约有10000头座头鲸。尽管茂宜岛的座头鲸也面临着水域污染、高速游艇、军事性声纳测试等因素的威胁，但近年来仍有较快的增长，平均每年数量增长7%左右。
在哈雷阿卡拉山的东北面有一大片热带雨林，成为了岛上主要的水源地。当地极其复杂的地形也保护着这片雨林免受破坏。
茂宜岛的农业和海岸观光业对滨海一带地区也带来了不利的影响。茂宜岛周边海域中许多宝贵的珊瑚礁资源也因水质污染、runoff和观光游客等因素遭到了不同程度的破坏，但总体来说，岛屿周边仍可轻易见到大量海龟、海豚和夏威夷特有的热带鱼种。

## 历史

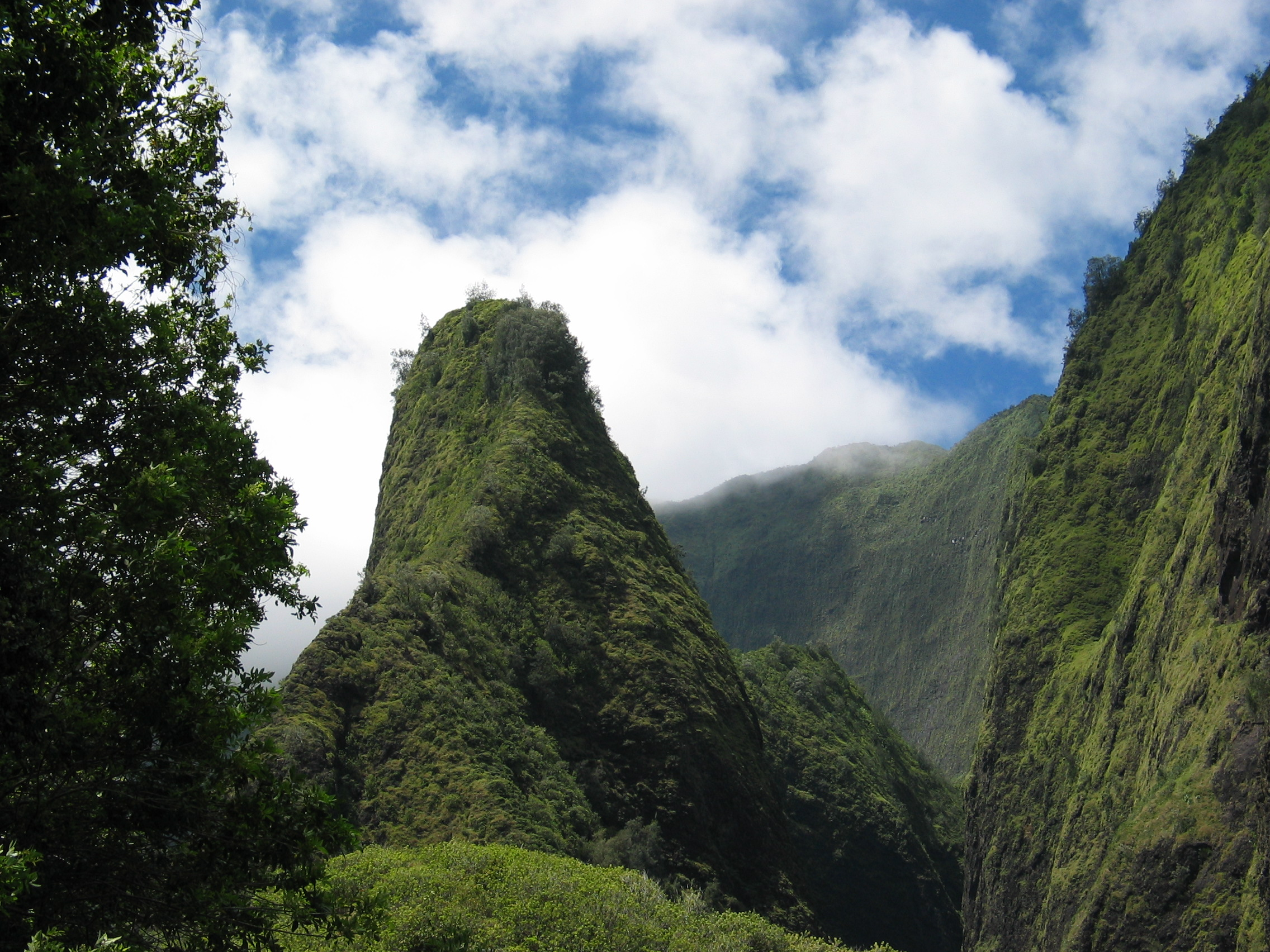
伊奥峡谷中的奇峰

最初来到茂宜岛的族群是来自塔希提和馬克薩斯群島的波利尼西亚人。塔希提人在本地创立了卡普制度，规范着当地人们的各种活动，之后也成为夏威夷土著文化的主要内容。现代夏威夷的历史始于18世纪中叶。当时，夏威夷大岛的君主卡梅哈美哈一世在1790年入侵茂宜岛，但在可帕尼瓦伊战役中毫无所得，不久他撤回大岛转战其他战场。数年后，他最终征服茂宜岛，成为当地的最高统治者。
1778年11月26日，航海家詹姆斯·库克船长成为了首名发现茂宜岛的欧洲人。但库克未找到合适的停靠点，因此未能成功登陆。1786年5月29日，法国海军上将让-弗兰西斯·拉·佩罗西在被后人称为拉佩罗西湾的地方停泊，成为首个踏上了茂宜岛的欧洲人。此后许多欧洲商人、捕鲸者、檀香木贸易商和传教士相继而来。传教士于1823年从新英格兰来到茂宜，并进入了当时的都城拉海纳。他们教会了当地土著穿上衣服，并禁止后者跳胡啦舞，逐步改变了当地的原住民文化。传教士还教会当地人书写和阅读，创造了12个字母的夏威夷文字，并在拉海纳开办了一家印刷社，开始用文字记录茂宜岛的历史，结束了此前只有口述相传的土著历史传统。传教士一方面破坏了原生态的土著文化，但另一方面却为后世更好地保存了文化。传教士于1831年在拉海纳设立的第一所学校——拉海纳卢纳教会学校至今仍在正常运作。

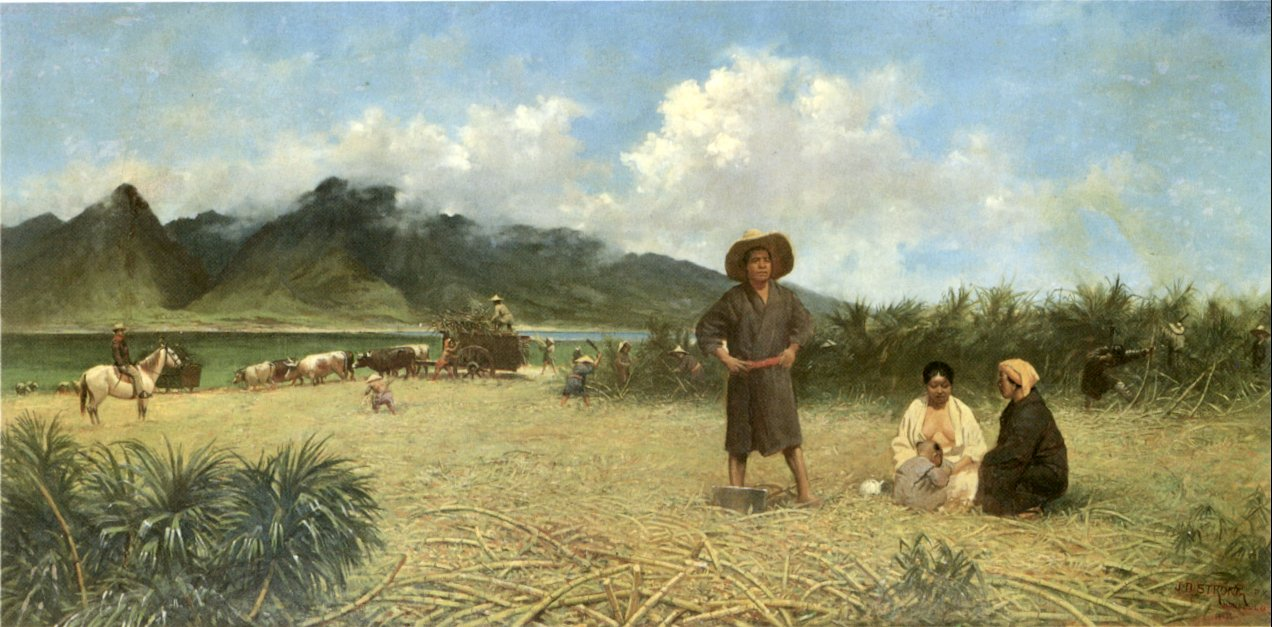
1885年在岛上收割蔗糖的日本劳工

在捕鲸业的鼎盛时期（1843–1860），拉海纳是捕鲸船停靠的最重要港口之一。在单个渔季中，累计超过400艘捕鲸船会在拉海纳停靠，并且同时停靠在港口的捕鲸船会超过100艘。这些平均停泊时间多达数周的渔船极大地促进了岛上的经济，尽管传教士们坚决反对饮酒和卖淫，但水手们的放纵仍然刺激了这两个行业的繁荣。在19世纪末，随着石油取代鲸油，捕鲸业也随即迅速走向衰落。
卡梅哈美哈国王家族的统治一直持续到了1872年。此后，其他几个族群的酋长相继统治了茂宜岛一段时间，其中包括1893年君主制被推翻时的末代女王利留卡拉尼。一年后，夏威夷共和国成立。1898年，群岛被美国吞并，并在1900年成为美国的准州。1959年，夏威夷正式成为美国的第五十个州。
1937年，魏博拉卢比民达 行业工会向茂宜岛上的四大蔗糖种植园发起了最后一次联合罢工，要求获得更高的工资并开除五名监工。曼努埃尔法盖尔及其他九名罢工领导者遭到了逮捕，并以绑架一名工人的罪名被起诉。法盖尔入狱四个月，其间罢工始终没有中断。经过长达85天的斗争，魏博拉卢比民达最终成功地迫使资方提高了15%的工资，但双方并没有就此签订书面的协议。
二战期间，茂宜岛作为美国海军的集结地、训练基地和休养中心，是太平洋战场的重要据点之一。在1943年至1944年期间，岛上的美军士兵总数达到了10万人的最高纪录。同时，美国海军第四舰队的主基地就位于海库。岛上的多个沙滩也被用来演习登陆战以及各种海战类型。
2023年8月島上山火，造成嚴重人命傷亡及廣泛破壞，居民表示警報器並沒有發出警示，直到山火逼近才能作出反應逃生。截至8月12日已確認80人死亡。

## 现代发展

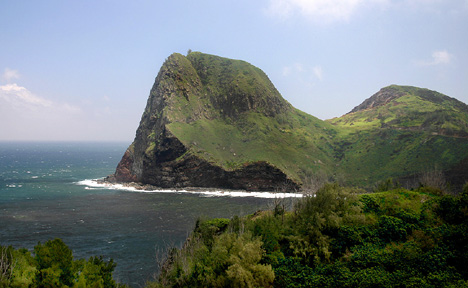
卡哈库洛阿

2007年，茂宜岛的人口获得了迅速的增长。这一年，吉黑是美国人口增长速度最快的城镇之一。该岛吸引了国内的众多老年人以及观光客的青睐，而上述两类人口的增加也带动了服务行业从业者的涌入。同时，人口的过快增长也导致了诸如交通拥堵、住房困难以及淡水资源紧张等负面影响。
| 调查年       | 人口    | 备注 | %±     |
| ------------ | ------- | ---- | ------ |
| 1950         | 40,103  |      | —      |
| 1960         | 35,717  |      | −10.9% |
| 1970         | 38,691  |      | 8.3%   |
| 1980         | 62,823  |      | 62.4%  |
| 1990         | 91,361  |      | 45.4%  |
| 2000         | 117,644 |      | 28.8%  |
| 2010         | 144,444 |      | 22.8%  |
| 夏威夷州政府 |         |      |        |

## 经济

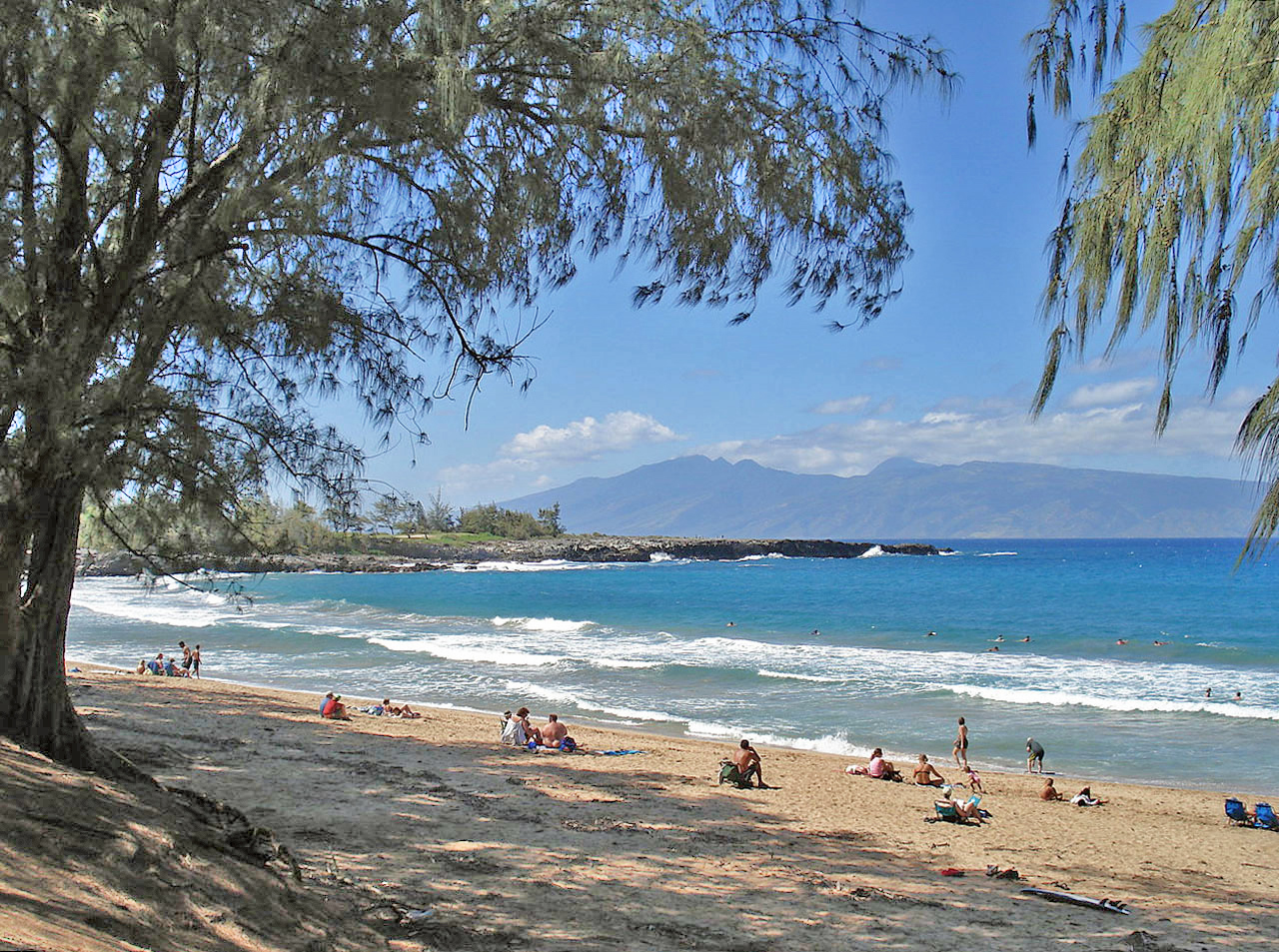
卡帕鲁阿附近的海滩

茂宜岛的两大支柱产业是农业和观光业。政府研究机构和高科技公司发现茂宜岛非常适合发展上述两个行业。近年来，高附加值的农业企业在岛上发展迅猛。
咖啡豆、夏威夷果、番木瓜、热带花卉、蔗糖以及鳳梨都是夏威夷的优质经济作物，组成了夏威夷各岛丰富多样的农业资源。茂宜土地与菠萝公司以及夏威夷商业与糖业公司(HC&S, a subsidiary of Alexander and Baldwin Company) 是岛上最大的农业企业。夏威夷商业与糖业公司在茂宜岛中部峡谷的甘蔗田面积多达37000英亩，是夏威夷群岛上最大的糖业公司。
蔗糖业颇为受人诟病的一点是每年长达9个月的烧田期。烧田带来的烟雾会在凌晨弥漫在茂宜岛中部峡谷，而空气中的灰（当地人称为“茂宜雪”）也往往会被吹到基黑北部。2009年11月，茂宜土地与波罗公司宣布从2010年1月1日起，将停止在岛上种植鳳梨。
茂宜岛也是一个重要的天文观察基地。哈雷阿卡拉观测台是夏威夷群岛上第一个天文研究观测设施。这得益于火山顶部干燥的空气所带来的大气层和远离城市光污染这些得天独厚的因素。
茂宜岛的失业率在2006年曾低至1.7%，但在全球经济危机爆发之后的2009年也一度高达9%。

## 水上运动

### 浮潜
浮潜是茂宜岛上最受欢迎的水上运动之一。该岛有三十多处适宜浮潜的海滩和浅湾。其中莫洛基尼是较为著名的浮潜胜地。

### 风帆冲浪
卡哈纳海滩公园是岛上一处有名的风帆冲浪爱好者的聚集地。

### 冲浪
冲浪也是夏威夷各岛上最有人气的运动之一。而岛上最为著名的冲浪点就在霍欧基帕（Ho'okipa）海坛公园，那里适合高水平的冲浪和风帆冲浪的爱好者。

### 风筝冲浪
茂宜岛的另一项高人气运动就是风筝冲浪。卡哈纳海滩集中了大多数风筝冲浪的初学者，因此也被称为“风筝海滩”。

## 观光业
茂宜岛最主要的观光点包括哈纳高速公路、哈雷阿卡拉国家公园以及拉海纳。
哈纳高速公路蜿蜒于茂宜岛东海岸，途中有多个惊险的弯路，也经过多个黑沙滩以及瀑布。哈雷阿卡拉国家公园是同名的休眠火山的所在地。拉海纳则是岛上的主要商业中心，市区有一条满布商店和餐厅的大街直通码头，游客可从此登船出海观鲸。茂宜岛多处海岸（如马克纳、卡纳帕里、莫洛基尼的）都可以进行浮潜。另外，冲浪和风帆冲浪在岛上也颇受欢迎。
茂宜岛主要的观光地为西茂宜（卡纳帕里，拉海纳，卡帕卢阿）以及南茂宜（基黑，威力亚-马克纳）。岛上最大的港口位于卡胡卢伊。另外Maalaea港口是一个较小的港口。
茂宜县在2004年接待了2207826名游客，这一数字在2007年增加到了2639929名。与主要接待日本游客的欧胡岛不同，茂宜岛的游客主要来自美国本土和加拿大。在2005年，2003492名美国本国游客到茂宜岛观光，而海外游客只有260184名。
尽管茂宜岛多次被旅游杂志评比为“全球最佳海岛”，但对该岛的过度开发和污染等问题也日益引起人们关注。岛内的一部分维权团体甚至发起了“拯救马克纳”等运动，将政府告上法庭，以求维护本地居民的生存权。
2008年美国经济危机爆发后，茂宜岛的两家航空公司（阿罗哈航空和ATA航空）相继破产，对该岛经济带来了重创。《太平洋商业新闻》报道说茂宜岛的观光业损失高达1.66亿美元。

## 交通

### 空路
茂宜岛上共有三个机场可供游客选择:
- 哈纳机场 位于茂宜岛东部
- 卡胡路伊机场 位于茂宜岛中部，该机场是三个机场中规模最大的
- 卡帕卢亚机场 位于茂宜岛西部

### 公路
茂宜岛内主要城镇之间均建有高等级公路，另外也有一条两车道公路直达哈雷阿卡拉火山山顶。
下表为岛内各主要目的地与卡胡路伊之间的驾车路程和大致所需时间。
| 目的地         | 距离（英里） | 行车时间（分钟） |
| -------------- | ------------ | ---------------- |
| 哈雷阿卡拉山顶 | 36           | 90               |
| 哈纳           | 51           | 120              |
| 卡纳帕利       | 26           | 50               |
| 拉海纳         | 23           | 45               |
| 基黑           | 12           | 25               |
| 马克纳         | 19           | 40               |
| 怀卢库         | 3            | 15               |

茂宜岛公共巴士系统是由茂宜县投资运营的岛内公交公司，每次乘车车资为2美元。

## 国际关系
茂宜的姐妹城市如下：
- 丰沙尔，葡萄牙马德拉群岛首府

## 脚注
1. ↑  . 2004 State of Hawaii Data Book. State of Hawaii. 2004  [2007-07-23]. （原始内容 (PDF)存档于2018-12-26）. 外部链接存在于|work= (帮助)
2. ↑  Kinney, Ruby Kawena. . Journal of the Polynesian Society. 1956, 65 (3): 282–286.
3. ↑  . 2004 State of Hawaii Data Book. State of Hawaii. 2004  [2007-07-23]. （原始内容 (PDF)存档于2018-12-26）. 外部链接存在于|work= (帮助)
4. 1 2   (PDF). 2010 State of Hawaii Data Book. State of Hawaii. 2010  [2011-09-25]. （原始内容 (PDF)存档于2012-08-13）. 外部链接存在于|work= (帮助)
5. ↑  Sterling, Elspeth P. . Bishop Museum, Honolulu, Hawaii. 1998: 2.
6. ↑  .   [2014-03-17]. （原始内容存档于2017-01-31）.
7. ↑  .   [2014-03-17]. （原始内容存档于2007-10-14）.
8. ↑  .   [2014-03-17]. （原始内容存档于2017-01-31）.
9. ↑  . USA Today.   [2011-09-13]. （原始内容存档于2008-03-12）.
10. ↑  . The International Whaling Commission.   [2012-06-17]. （原始内容存档于2012-04-21）.
11. ↑  . pacificwhale.org.   [2014-03-17]. （原始内容存档于2012-02-25）.
12. ↑  Goldman, Rita. . May 2008  [2010-12-08]. （原始内容存档于2010-05-31）.
13. ↑  . 信報.   [2023-08-12]. （原始内容存档于2023-08-12）.
14. ↑  .   [2010-12-08]. （原始内容存档于2021-04-22）.
15. ↑  .   [2010-12-08]. （原始内容存档于2021-04-15）.
16. ↑  .   [2010-12-08]. （原始内容存档于2013-07-16）.
17. ↑  .   [2012-09-04]. （原始内容存档于2007-09-29）.
18. ↑  . Yahoo. 2010-12-04.
19. ↑  .   [2014-03-22]. （原始内容存档于2017-04-16）.
20. ↑   (PDF) (新闻稿). Maui Visitors Bureau. （原始内容 (PDF)存档于2009-12-22）.
21. ↑  .   [2014-03-17]. （原始内容存档于2020-08-04）.
22. ↑  . BBC World News. 2009-03-09  [2014-03-17]. （原始内容存档于2021-03-14）. Authors list列表中的|first1=缺少|last1= (帮助)
23. ↑  . County of Maui.   [2010-12-08]. （原始内容存档于2016-03-13）.